# Проклятые (фильм, 1947)
«Проклятые» (фр. Les Maudits) — черно-белый французский фильм 1947 года режиссёра Рене Клемана. Показом фильма был открыт 2-й Каннский кинофестиваль, который проходил с 12 по 25 сентября 1947 года.

## Сюжет
События ленты происходят в апреле 1945 года в Осло, незадолго до окончания Второй мировой войны.

## В ролях
| Актёр          | Роль           |
| -------------- | -------------- |
| Марсель Далио  | Ларга          |
| Анри Видаль    | Доктор Жильбер |
| Флоренс Марли  | Хилбда Гароси  |
| Фоско Джакетти | Гарози         |
| Поль Бернар    | Кутюрье        |